# فهرست استانداران سمنان
این فهرست اسامی استانداران استان سمنان، (از سال تشکیل استان در سال ۱۳۵۵ تاکنون) می‌باشد.

## فهرست

### پهلوی
با تصویب هیئت وزیران در ۲۳ اردیبهشت ۱۳۴۰، شهرستان‌های سمنان، دامغان و شاهرود از استان مازندران جدا شده و فرمانداری کل سمنان به مرکزیت شهر سمنان تأسیس شد.

#### فرمانداران کل
- نصرت‌الله اکبر: ۱۷ تیر ۱۳۴۳[۲] تا ؟
- عزت‌الله تیرانداز: ۲۵ آذر ۱۳۵۰[۳] تا ؟
- علی نگهبان: ۱۷ آذر ۱۳۵۴[۴] تا ؟

### جمهوری اسلامی
| ردیف | نام                     |  | شروع           | پایان          | مدت | دوره                |
| ---- | ----------------------- |  | -------------- | -------------- | --- | ------------------- |
| ۱    | مرتضی اقتصاد            |  |                |                |     | دولت موقت           |
| ۲    | احمد هومن               |  | تیر ۱۳۵۸       |                |     |                     |
| ۳    | علی ثقفی                |  |                |                |     | ابوالحسن بنی‌صدر     |
| ۴    | محمدحسن اصغرنیا         |  |                |                |     |                     |
| ۵    | محمدجواد سهلانی         |  |                |                |     | سید علی خامنه‌ای     |
| ۶    | محمدتقی زمانیان         |  | ۲۹ آذر ۱۳۶۰    |                |     | سید علی خامنه‌ای     |
| ۷    | محمدباقر نویسی          |  |                |                |     | سید علی خامنه‌ای     |
| ۸    | سید محمد جهرمی          |  | ۲۷ شهریور ۱۳۶۷ | ۱۳۶۸           |     | سید علی خامنه‌ای     |
| ۹    | محمدرضا بهمنی           |  |                |                |     | اکبر هاشمی رفسنجانی |
| ۱۰   | سید حمید طهایی          |  | ۱۰ دی ۱۳۶۸     | ۱۳۷۶           |     | اکبر هاشمی رفسنجانی |
| ۱۱   | سید محمود میرلوحی       |  | ۱۳۷۶           | ۳۰ خرداد ۱۳۷۸  |     | سید محمد خاتمی      |
| ۱۲   | محمدعلی پنجه فولادگران  |  | ۳۰ خرداد ۱۳۷۸  | آذر ۱۳۸۲       |     | سید محمد خاتمی      |
| ۱۳   | محمدرضا حسن‌پور (سرپرست) |  | آذر ۱۳۸۲       | ۲۴ خرداد ۱۳۸۳  |     | سید محمد خاتمی      |
| –    | حمید حاجی‌عبدالوهاب      |  | ۲۴ خرداد ۱۳۸۳  | ۱۸ شهریور ۱۳۸۶ |     | محمود احمدی نژاد    |
| ۱۴   | علی عبداللهی            |  | ۱۸ شهریور ۱۳۸۶ | ۱۹ مهر ۱۳۸۸    |     | محمود احمدی نژاد    |
| ۱۵   | عباس رهی                |  | ۱۹ مهر ۱۳۸۸    | ۱۴ مهر ۱۳۹۲    |     | محمود احمدی نژاد    |
| ۱۶   | محمد وکیلی              |  | ۱۴ مهر ۱۳۹۲    | ۲۷ آبان ۱۳۹۴   |     | حسن روحانی          |
| ۱۷   | محمدرضا خباز            |  | ۲۷ آبان ۱۳۹۴   | ۶ دی ۱۳۹۶      |     | حسن روحانی          |
| ۱۸   | سید شهاب‌الدین چاوشی     |  | ۶ دی ۱۳۹۶      | ۲۶ آبان ۱۳۹۷   |     | حسن روحانی          |
| –    | سعید ناجی (سرپرست)      |  | ۲۶ آبان ۱۳۹۷   | ۲۱ آذر ۱۳۹۷    |     | حسن روحانی          |
| ۱۹   | علیرضا آشناگر           |  | ۲۱ آذر ۱۳۹۷    | ۴ مهر ۱۴۰۰     |     | حسن روحانی          |
| ۲۰   | سید محمدرضا هاشمی       |  | ۴ مهر ۱۴۰۰     | ۴ آذر ۱۴۰۳     |     | سید ابراهیم رئیسی   |
| ۲۱   | محمدجواد کولیوند        |  | ۴ آذر ۱۴۰۳     | متصدی          |     | مسعود پزشکیان       |